# Onychogomphus uncatus
Onychogomphus uncatus – gatunek ważki z rodziny gadziogłówkowatych (Gomphidae).